# 許英蘭
許英蘭（韓語：허영란，1980年9月16日—），韓國女演員。

## 演出作品

### 電視劇
- 1996年：MBC《我》
- 1998年：SBS《順風婦產科》飾 許英蘭
- 1998年：SBS《我心蕩漾》飾 徐恩兆
- 1999年：SBS《KAIST》
- 1999年：SBS《青春陷阱》
- 2001年：MBC《那女人的家》飾 張泰喜
- 2002年：SBS《野人時代》飾 雪香
- 2003年：MBC《出軌》
- 2003年：SBS《完整的愛》
- 2004年：KBS《第二次求婚》飾 黃燕貞
- 2005年：SBS《薯童謠》飾 優永公主
- 2006年：MBC《姊姊》飾 尹秀亞
- 2007年：KBS《你的風景》
- 2009年：KBS《2009傳說的故鄉》
- 2011年：KBS《甜蜜的心跳》飾 金敏珠
- 2012年：TV朝鮮《爸爸對不起》飾 熙慶
- 2012年：MBC《兒子傢伙們》飾 尹姜熙
- 2016年：SBS《I am Sorry 姜男具》飾 姜莮喜

### 電影
- 2002年：《Dying Puppy》
- 2003年：《南男北女》

### MV
- 1999年：黎明《愛比我重要》（原曲為趙圭萬演唱的《給你所有》）
- 2000年：劉承俊《飛展（Vision）》
- 2002年：Witches《那裡！她！》
- 2006年：Sol Flower《即使痛也…》【南寶拉】

## 外部連結
- 許英蘭的Instagram帳戶